# Kirby Howell-Baptiste
Kirby Howell-Baptiste (ibland enbart benämnd Kirby), född 7 februari 1987 i London, är en brittisk skådespelare.
Howell-Baptiste har bland annat medverkat i TV-serierna Culprits, Why Women Kill och Barry.

## Filmografi (i urval)
- 2018–2022 – Killing Eve (TV-serie)
- 2018–2023 – Barry (TV-serie)
- 2019 – Why Women Kill (TV-serie)
- 2022 – Mr. Harrigans telefon
- 2023 – Trollkarlens elefant (röst)
- 2023 – Culprits (TV-serie)
- 2024 – Sugar (TV-serie)